# Розмін (шахи)
Розмін — хід у шахах під час якого відбувається обмін на таку саму, або рівноцінну фігуру супротивника. 

## Низка тверджень
|                     | Процес шахової боротьби полягає в узагальненому розміні. |
| — Михайло Ботвинник |                                                          |

- У рівній позиції розмін трапляється через те, що обидва суперники прагнуть до одного й того самого.
- В ендшпілі розмін важливіший, ніж у дебюті або мітельшпілі. Це твердження ґрунтується на тому, що присутність на дошці меншої кількості фігур, робить їх більш значущими.
- Під час атаки розмін оборонних фігур зазвичай послаблює опір того хто в обороні.
- Розмін «поганої» фігури на «хорошу» покращує позицію.
- Розмін рівноцінних — полегшує реалізацію матеріальної переваги.

## Мотиви розмінів
|   | a | b | c | d | e | f | g | h |   |
| 8 | b8 чорний слон · c8 чорна тура · g8 чорний король · f7 чорний пішак · g7 чорний пішак · c6 чорний пішак · h6 чорний пішак · d5 чорний пішак · e4 білий пішак · a3 білий пішак · b3 чорна тура · f3 білий пішак · h3 білий кінь · b2 білий пішак · e2 біла тура · g2 білий пішак · h2 чорний кінь · c1 білий слон · e1 біла тура · h1 білий король | b8 чорний слон · c8 чорна тура · g8 чорний король · f7 чорний пішак · g7 чорний пішак · c6 чорний пішак · h6 чорний пішак · d5 чорний пішак · e4 білий пішак · a3 білий пішак · b3 чорна тура · f3 білий пішак · h3 білий кінь · b2 білий пішак · e2 біла тура · g2 білий пішак · h2 чорний кінь · c1 білий слон · e1 біла тура · h1 білий король | b8 чорний слон · c8 чорна тура · g8 чорний король · f7 чорний пішак · g7 чорний пішак · c6 чорний пішак · h6 чорний пішак · d5 чорний пішак · e4 білий пішак · a3 білий пішак · b3 чорна тура · f3 білий пішак · h3 білий кінь · b2 білий пішак · e2 біла тура · g2 білий пішак · h2 чорний кінь · c1 білий слон · e1 біла тура · h1 білий король | b8 чорний слон · c8 чорна тура · g8 чорний король · f7 чорний пішак · g7 чорний пішак · c6 чорний пішак · h6 чорний пішак · d5 чорний пішак · e4 білий пішак · a3 білий пішак · b3 чорна тура · f3 білий пішак · h3 білий кінь · b2 білий пішак · e2 біла тура · g2 білий пішак · h2 чорний кінь · c1 білий слон · e1 біла тура · h1 білий король | b8 чорний слон · c8 чорна тура · g8 чорний король · f7 чорний пішак · g7 чорний пішак · c6 чорний пішак · h6 чорний пішак · d5 чорний пішак · e4 білий пішак · a3 білий пішак · b3 чорна тура · f3 білий пішак · h3 білий кінь · b2 білий пішак · e2 біла тура · g2 білий пішак · h2 чорний кінь · c1 білий слон · e1 біла тура · h1 білий король | b8 чорний слон · c8 чорна тура · g8 чорний король · f7 чорний пішак · g7 чорний пішак · c6 чорний пішак · h6 чорний пішак · d5 чорний пішак · e4 білий пішак · a3 білий пішак · b3 чорна тура · f3 білий пішак · h3 білий кінь · b2 білий пішак · e2 біла тура · g2 білий пішак · h2 чорний кінь · c1 білий слон · e1 біла тура · h1 білий король | b8 чорний слон · c8 чорна тура · g8 чорний король · f7 чорний пішак · g7 чорний пішак · c6 чорний пішак · h6 чорний пішак · d5 чорний пішак · e4 білий пішак · a3 білий пішак · b3 чорна тура · f3 білий пішак · h3 білий кінь · b2 білий пішак · e2 біла тура · g2 білий пішак · h2 чорний кінь · c1 білий слон · e1 біла тура · h1 білий король | b8 чорний слон · c8 чорна тура · g8 чорний король · f7 чорний пішак · g7 чорний пішак · c6 чорний пішак · h6 чорний пішак · d5 чорний пішак · e4 білий пішак · a3 білий пішак · b3 чорна тура · f3 білий пішак · h3 білий кінь · b2 білий пішак · e2 біла тура · g2 білий пішак · h2 чорний кінь · c1 білий слон · e1 біла тура · h1 білий король | 8 |
| 7 | b8 чорний слон · c8 чорна тура · g8 чорний король · f7 чорний пішак · g7 чорний пішак · c6 чорний пішак · h6 чорний пішак · d5 чорний пішак · e4 білий пішак · a3 білий пішак · b3 чорна тура · f3 білий пішак · h3 білий кінь · b2 білий пішак · e2 біла тура · g2 білий пішак · h2 чорний кінь · c1 білий слон · e1 біла тура · h1 білий король | b8 чорний слон · c8 чорна тура · g8 чорний король · f7 чорний пішак · g7 чорний пішак · c6 чорний пішак · h6 чорний пішак · d5 чорний пішак · e4 білий пішак · a3 білий пішак · b3 чорна тура · f3 білий пішак · h3 білий кінь · b2 білий пішак · e2 біла тура · g2 білий пішак · h2 чорний кінь · c1 білий слон · e1 біла тура · h1 білий король | b8 чорний слон · c8 чорна тура · g8 чорний король · f7 чорний пішак · g7 чорний пішак · c6 чорний пішак · h6 чорний пішак · d5 чорний пішак · e4 білий пішак · a3 білий пішак · b3 чорна тура · f3 білий пішак · h3 білий кінь · b2 білий пішак · e2 біла тура · g2 білий пішак · h2 чорний кінь · c1 білий слон · e1 біла тура · h1 білий король | b8 чорний слон · c8 чорна тура · g8 чорний король · f7 чорний пішак · g7 чорний пішак · c6 чорний пішак · h6 чорний пішак · d5 чорний пішак · e4 білий пішак · a3 білий пішак · b3 чорна тура · f3 білий пішак · h3 білий кінь · b2 білий пішак · e2 біла тура · g2 білий пішак · h2 чорний кінь · c1 білий слон · e1 біла тура · h1 білий король | b8 чорний слон · c8 чорна тура · g8 чорний король · f7 чорний пішак · g7 чорний пішак · c6 чорний пішак · h6 чорний пішак · d5 чорний пішак · e4 білий пішак · a3 білий пішак · b3 чорна тура · f3 білий пішак · h3 білий кінь · b2 білий пішак · e2 біла тура · g2 білий пішак · h2 чорний кінь · c1 білий слон · e1 біла тура · h1 білий король | b8 чорний слон · c8 чорна тура · g8 чорний король · f7 чорний пішак · g7 чорний пішак · c6 чорний пішак · h6 чорний пішак · d5 чорний пішак · e4 білий пішак · a3 білий пішак · b3 чорна тура · f3 білий пішак · h3 білий кінь · b2 білий пішак · e2 біла тура · g2 білий пішак · h2 чорний кінь · c1 білий слон · e1 біла тура · h1 білий король | b8 чорний слон · c8 чорна тура · g8 чорний король · f7 чорний пішак · g7 чорний пішак · c6 чорний пішак · h6 чорний пішак · d5 чорний пішак · e4 білий пішак · a3 білий пішак · b3 чорна тура · f3 білий пішак · h3 білий кінь · b2 білий пішак · e2 біла тура · g2 білий пішак · h2 чорний кінь · c1 білий слон · e1 біла тура · h1 білий король | b8 чорний слон · c8 чорна тура · g8 чорний король · f7 чорний пішак · g7 чорний пішак · c6 чорний пішак · h6 чорний пішак · d5 чорний пішак · e4 білий пішак · a3 білий пішак · b3 чорна тура · f3 білий пішак · h3 білий кінь · b2 білий пішак · e2 біла тура · g2 білий пішак · h2 чорний кінь · c1 білий слон · e1 біла тура · h1 білий король | 7 |
| 6 | b8 чорний слон · c8 чорна тура · g8 чорний король · f7 чорний пішак · g7 чорний пішак · c6 чорний пішак · h6 чорний пішак · d5 чорний пішак · e4 білий пішак · a3 білий пішак · b3 чорна тура · f3 білий пішак · h3 білий кінь · b2 білий пішак · e2 біла тура · g2 білий пішак · h2 чорний кінь · c1 білий слон · e1 біла тура · h1 білий король | b8 чорний слон · c8 чорна тура · g8 чорний король · f7 чорний пішак · g7 чорний пішак · c6 чорний пішак · h6 чорний пішак · d5 чорний пішак · e4 білий пішак · a3 білий пішак · b3 чорна тура · f3 білий пішак · h3 білий кінь · b2 білий пішак · e2 біла тура · g2 білий пішак · h2 чорний кінь · c1 білий слон · e1 біла тура · h1 білий король | b8 чорний слон · c8 чорна тура · g8 чорний король · f7 чорний пішак · g7 чорний пішак · c6 чорний пішак · h6 чорний пішак · d5 чорний пішак · e4 білий пішак · a3 білий пішак · b3 чорна тура · f3 білий пішак · h3 білий кінь · b2 білий пішак · e2 біла тура · g2 білий пішак · h2 чорний кінь · c1 білий слон · e1 біла тура · h1 білий король | b8 чорний слон · c8 чорна тура · g8 чорний король · f7 чорний пішак · g7 чорний пішак · c6 чорний пішак · h6 чорний пішак · d5 чорний пішак · e4 білий пішак · a3 білий пішак · b3 чорна тура · f3 білий пішак · h3 білий кінь · b2 білий пішак · e2 біла тура · g2 білий пішак · h2 чорний кінь · c1 білий слон · e1 біла тура · h1 білий король | b8 чорний слон · c8 чорна тура · g8 чорний король · f7 чорний пішак · g7 чорний пішак · c6 чорний пішак · h6 чорний пішак · d5 чорний пішак · e4 білий пішак · a3 білий пішак · b3 чорна тура · f3 білий пішак · h3 білий кінь · b2 білий пішак · e2 біла тура · g2 білий пішак · h2 чорний кінь · c1 білий слон · e1 біла тура · h1 білий король | b8 чорний слон · c8 чорна тура · g8 чорний король · f7 чорний пішак · g7 чорний пішак · c6 чорний пішак · h6 чорний пішак · d5 чорний пішак · e4 білий пішак · a3 білий пішак · b3 чорна тура · f3 білий пішак · h3 білий кінь · b2 білий пішак · e2 біла тура · g2 білий пішак · h2 чорний кінь · c1 білий слон · e1 біла тура · h1 білий король | b8 чорний слон · c8 чорна тура · g8 чорний король · f7 чорний пішак · g7 чорний пішак · c6 чорний пішак · h6 чорний пішак · d5 чорний пішак · e4 білий пішак · a3 білий пішак · b3 чорна тура · f3 білий пішак · h3 білий кінь · b2 білий пішак · e2 біла тура · g2 білий пішак · h2 чорний кінь · c1 білий слон · e1 біла тура · h1 білий король | b8 чорний слон · c8 чорна тура · g8 чорний король · f7 чорний пішак · g7 чорний пішак · c6 чорний пішак · h6 чорний пішак · d5 чорний пішак · e4 білий пішак · a3 білий пішак · b3 чорна тура · f3 білий пішак · h3 білий кінь · b2 білий пішак · e2 біла тура · g2 білий пішак · h2 чорний кінь · c1 білий слон · e1 біла тура · h1 білий король | 6 |
| 5 | b8 чорний слон · c8 чорна тура · g8 чорний король · f7 чорний пішак · g7 чорний пішак · c6 чорний пішак · h6 чорний пішак · d5 чорний пішак · e4 білий пішак · a3 білий пішак · b3 чорна тура · f3 білий пішак · h3 білий кінь · b2 білий пішак · e2 біла тура · g2 білий пішак · h2 чорний кінь · c1 білий слон · e1 біла тура · h1 білий король | b8 чорний слон · c8 чорна тура · g8 чорний король · f7 чорний пішак · g7 чорний пішак · c6 чорний пішак · h6 чорний пішак · d5 чорний пішак · e4 білий пішак · a3 білий пішак · b3 чорна тура · f3 білий пішак · h3 білий кінь · b2 білий пішак · e2 біла тура · g2 білий пішак · h2 чорний кінь · c1 білий слон · e1 біла тура · h1 білий король | b8 чорний слон · c8 чорна тура · g8 чорний король · f7 чорний пішак · g7 чорний пішак · c6 чорний пішак · h6 чорний пішак · d5 чорний пішак · e4 білий пішак · a3 білий пішак · b3 чорна тура · f3 білий пішак · h3 білий кінь · b2 білий пішак · e2 біла тура · g2 білий пішак · h2 чорний кінь · c1 білий слон · e1 біла тура · h1 білий король | b8 чорний слон · c8 чорна тура · g8 чорний король · f7 чорний пішак · g7 чорний пішак · c6 чорний пішак · h6 чорний пішак · d5 чорний пішак · e4 білий пішак · a3 білий пішак · b3 чорна тура · f3 білий пішак · h3 білий кінь · b2 білий пішак · e2 біла тура · g2 білий пішак · h2 чорний кінь · c1 білий слон · e1 біла тура · h1 білий король | b8 чорний слон · c8 чорна тура · g8 чорний король · f7 чорний пішак · g7 чорний пішак · c6 чорний пішак · h6 чорний пішак · d5 чорний пішак · e4 білий пішак · a3 білий пішак · b3 чорна тура · f3 білий пішак · h3 білий кінь · b2 білий пішак · e2 біла тура · g2 білий пішак · h2 чорний кінь · c1 білий слон · e1 біла тура · h1 білий король | b8 чорний слон · c8 чорна тура · g8 чорний король · f7 чорний пішак · g7 чорний пішак · c6 чорний пішак · h6 чорний пішак · d5 чорний пішак · e4 білий пішак · a3 білий пішак · b3 чорна тура · f3 білий пішак · h3 білий кінь · b2 білий пішак · e2 біла тура · g2 білий пішак · h2 чорний кінь · c1 білий слон · e1 біла тура · h1 білий король | b8 чорний слон · c8 чорна тура · g8 чорний король · f7 чорний пішак · g7 чорний пішак · c6 чорний пішак · h6 чорний пішак · d5 чорний пішак · e4 білий пішак · a3 білий пішак · b3 чорна тура · f3 білий пішак · h3 білий кінь · b2 білий пішак · e2 біла тура · g2 білий пішак · h2 чорний кінь · c1 білий слон · e1 біла тура · h1 білий король | b8 чорний слон · c8 чорна тура · g8 чорний король · f7 чорний пішак · g7 чорний пішак · c6 чорний пішак · h6 чорний пішак · d5 чорний пішак · e4 білий пішак · a3 білий пішак · b3 чорна тура · f3 білий пішак · h3 білий кінь · b2 білий пішак · e2 біла тура · g2 білий пішак · h2 чорний кінь · c1 білий слон · e1 біла тура · h1 білий король | 5 |
| 4 | b8 чорний слон · c8 чорна тура · g8 чорний король · f7 чорний пішак · g7 чорний пішак · c6 чорний пішак · h6 чорний пішак · d5 чорний пішак · e4 білий пішак · a3 білий пішак · b3 чорна тура · f3 білий пішак · h3 білий кінь · b2 білий пішак · e2 біла тура · g2 білий пішак · h2 чорний кінь · c1 білий слон · e1 біла тура · h1 білий король | b8 чорний слон · c8 чорна тура · g8 чорний король · f7 чорний пішак · g7 чорний пішак · c6 чорний пішак · h6 чорний пішак · d5 чорний пішак · e4 білий пішак · a3 білий пішак · b3 чорна тура · f3 білий пішак · h3 білий кінь · b2 білий пішак · e2 біла тура · g2 білий пішак · h2 чорний кінь · c1 білий слон · e1 біла тура · h1 білий король | b8 чорний слон · c8 чорна тура · g8 чорний король · f7 чорний пішак · g7 чорний пішак · c6 чорний пішак · h6 чорний пішак · d5 чорний пішак · e4 білий пішак · a3 білий пішак · b3 чорна тура · f3 білий пішак · h3 білий кінь · b2 білий пішак · e2 біла тура · g2 білий пішак · h2 чорний кінь · c1 білий слон · e1 біла тура · h1 білий король | b8 чорний слон · c8 чорна тура · g8 чорний король · f7 чорний пішак · g7 чорний пішак · c6 чорний пішак · h6 чорний пішак · d5 чорний пішак · e4 білий пішак · a3 білий пішак · b3 чорна тура · f3 білий пішак · h3 білий кінь · b2 білий пішак · e2 біла тура · g2 білий пішак · h2 чорний кінь · c1 білий слон · e1 біла тура · h1 білий король | b8 чорний слон · c8 чорна тура · g8 чорний король · f7 чорний пішак · g7 чорний пішак · c6 чорний пішак · h6 чорний пішак · d5 чорний пішак · e4 білий пішак · a3 білий пішак · b3 чорна тура · f3 білий пішак · h3 білий кінь · b2 білий пішак · e2 біла тура · g2 білий пішак · h2 чорний кінь · c1 білий слон · e1 біла тура · h1 білий король | b8 чорний слон · c8 чорна тура · g8 чорний король · f7 чорний пішак · g7 чорний пішак · c6 чорний пішак · h6 чорний пішак · d5 чорний пішак · e4 білий пішак · a3 білий пішак · b3 чорна тура · f3 білий пішак · h3 білий кінь · b2 білий пішак · e2 біла тура · g2 білий пішак · h2 чорний кінь · c1 білий слон · e1 біла тура · h1 білий король | b8 чорний слон · c8 чорна тура · g8 чорний король · f7 чорний пішак · g7 чорний пішак · c6 чорний пішак · h6 чорний пішак · d5 чорний пішак · e4 білий пішак · a3 білий пішак · b3 чорна тура · f3 білий пішак · h3 білий кінь · b2 білий пішак · e2 біла тура · g2 білий пішак · h2 чорний кінь · c1 білий слон · e1 біла тура · h1 білий король | b8 чорний слон · c8 чорна тура · g8 чорний король · f7 чорний пішак · g7 чорний пішак · c6 чорний пішак · h6 чорний пішак · d5 чорний пішак · e4 білий пішак · a3 білий пішак · b3 чорна тура · f3 білий пішак · h3 білий кінь · b2 білий пішак · e2 біла тура · g2 білий пішак · h2 чорний кінь · c1 білий слон · e1 біла тура · h1 білий король | 4 |
| 3 | b8 чорний слон · c8 чорна тура · g8 чорний король · f7 чорний пішак · g7 чорний пішак · c6 чорний пішак · h6 чорний пішак · d5 чорний пішак · e4 білий пішак · a3 білий пішак · b3 чорна тура · f3 білий пішак · h3 білий кінь · b2 білий пішак · e2 біла тура · g2 білий пішак · h2 чорний кінь · c1 білий слон · e1 біла тура · h1 білий король | b8 чорний слон · c8 чорна тура · g8 чорний король · f7 чорний пішак · g7 чорний пішак · c6 чорний пішак · h6 чорний пішак · d5 чорний пішак · e4 білий пішак · a3 білий пішак · b3 чорна тура · f3 білий пішак · h3 білий кінь · b2 білий пішак · e2 біла тура · g2 білий пішак · h2 чорний кінь · c1 білий слон · e1 біла тура · h1 білий король | b8 чорний слон · c8 чорна тура · g8 чорний король · f7 чорний пішак · g7 чорний пішак · c6 чорний пішак · h6 чорний пішак · d5 чорний пішак · e4 білий пішак · a3 білий пішак · b3 чорна тура · f3 білий пішак · h3 білий кінь · b2 білий пішак · e2 біла тура · g2 білий пішак · h2 чорний кінь · c1 білий слон · e1 біла тура · h1 білий король | b8 чорний слон · c8 чорна тура · g8 чорний король · f7 чорний пішак · g7 чорний пішак · c6 чорний пішак · h6 чорний пішак · d5 чорний пішак · e4 білий пішак · a3 білий пішак · b3 чорна тура · f3 білий пішак · h3 білий кінь · b2 білий пішак · e2 біла тура · g2 білий пішак · h2 чорний кінь · c1 білий слон · e1 біла тура · h1 білий король | b8 чорний слон · c8 чорна тура · g8 чорний король · f7 чорний пішак · g7 чорний пішак · c6 чорний пішак · h6 чорний пішак · d5 чорний пішак · e4 білий пішак · a3 білий пішак · b3 чорна тура · f3 білий пішак · h3 білий кінь · b2 білий пішак · e2 біла тура · g2 білий пішак · h2 чорний кінь · c1 білий слон · e1 біла тура · h1 білий король | b8 чорний слон · c8 чорна тура · g8 чорний король · f7 чорний пішак · g7 чорний пішак · c6 чорний пішак · h6 чорний пішак · d5 чорний пішак · e4 білий пішак · a3 білий пішак · b3 чорна тура · f3 білий пішак · h3 білий кінь · b2 білий пішак · e2 біла тура · g2 білий пішак · h2 чорний кінь · c1 білий слон · e1 біла тура · h1 білий король | b8 чорний слон · c8 чорна тура · g8 чорний король · f7 чорний пішак · g7 чорний пішак · c6 чорний пішак · h6 чорний пішак · d5 чорний пішак · e4 білий пішак · a3 білий пішак · b3 чорна тура · f3 білий пішак · h3 білий кінь · b2 білий пішак · e2 біла тура · g2 білий пішак · h2 чорний кінь · c1 білий слон · e1 біла тура · h1 білий король | b8 чорний слон · c8 чорна тура · g8 чорний король · f7 чорний пішак · g7 чорний пішак · c6 чорний пішак · h6 чорний пішак · d5 чорний пішак · e4 білий пішак · a3 білий пішак · b3 чорна тура · f3 білий пішак · h3 білий кінь · b2 білий пішак · e2 біла тура · g2 білий пішак · h2 чорний кінь · c1 білий слон · e1 біла тура · h1 білий король | 3 |
| 2 | b8 чорний слон · c8 чорна тура · g8 чорний король · f7 чорний пішак · g7 чорний пішак · c6 чорний пішак · h6 чорний пішак · d5 чорний пішак · e4 білий пішак · a3 білий пішак · b3 чорна тура · f3 білий пішак · h3 білий кінь · b2 білий пішак · e2 біла тура · g2 білий пішак · h2 чорний кінь · c1 білий слон · e1 біла тура · h1 білий король | b8 чорний слон · c8 чорна тура · g8 чорний король · f7 чорний пішак · g7 чорний пішак · c6 чорний пішак · h6 чорний пішак · d5 чорний пішак · e4 білий пішак · a3 білий пішак · b3 чорна тура · f3 білий пішак · h3 білий кінь · b2 білий пішак · e2 біла тура · g2 білий пішак · h2 чорний кінь · c1 білий слон · e1 біла тура · h1 білий король | b8 чорний слон · c8 чорна тура · g8 чорний король · f7 чорний пішак · g7 чорний пішак · c6 чорний пішак · h6 чорний пішак · d5 чорний пішак · e4 білий пішак · a3 білий пішак · b3 чорна тура · f3 білий пішак · h3 білий кінь · b2 білий пішак · e2 біла тура · g2 білий пішак · h2 чорний кінь · c1 білий слон · e1 біла тура · h1 білий король | b8 чорний слон · c8 чорна тура · g8 чорний король · f7 чорний пішак · g7 чорний пішак · c6 чорний пішак · h6 чорний пішак · d5 чорний пішак · e4 білий пішак · a3 білий пішак · b3 чорна тура · f3 білий пішак · h3 білий кінь · b2 білий пішак · e2 біла тура · g2 білий пішак · h2 чорний кінь · c1 білий слон · e1 біла тура · h1 білий король | b8 чорний слон · c8 чорна тура · g8 чорний король · f7 чорний пішак · g7 чорний пішак · c6 чорний пішак · h6 чорний пішак · d5 чорний пішак · e4 білий пішак · a3 білий пішак · b3 чорна тура · f3 білий пішак · h3 білий кінь · b2 білий пішак · e2 біла тура · g2 білий пішак · h2 чорний кінь · c1 білий слон · e1 біла тура · h1 білий король | b8 чорний слон · c8 чорна тура · g8 чорний король · f7 чорний пішак · g7 чорний пішак · c6 чорний пішак · h6 чорний пішак · d5 чорний пішак · e4 білий пішак · a3 білий пішак · b3 чорна тура · f3 білий пішак · h3 білий кінь · b2 білий пішак · e2 біла тура · g2 білий пішак · h2 чорний кінь · c1 білий слон · e1 біла тура · h1 білий король | b8 чорний слон · c8 чорна тура · g8 чорний король · f7 чорний пішак · g7 чорний пішак · c6 чорний пішак · h6 чорний пішак · d5 чорний пішак · e4 білий пішак · a3 білий пішак · b3 чорна тура · f3 білий пішак · h3 білий кінь · b2 білий пішак · e2 біла тура · g2 білий пішак · h2 чорний кінь · c1 білий слон · e1 біла тура · h1 білий король | b8 чорний слон · c8 чорна тура · g8 чорний король · f7 чорний пішак · g7 чорний пішак · c6 чорний пішак · h6 чорний пішак · d5 чорний пішак · e4 білий пішак · a3 білий пішак · b3 чорна тура · f3 білий пішак · h3 білий кінь · b2 білий пішак · e2 біла тура · g2 білий пішак · h2 чорний кінь · c1 білий слон · e1 біла тура · h1 білий король | 2 |
| 1 | b8 чорний слон · c8 чорна тура · g8 чорний король · f7 чорний пішак · g7 чорний пішак · c6 чорний пішак · h6 чорний пішак · d5 чорний пішак · e4 білий пішак · a3 білий пішак · b3 чорна тура · f3 білий пішак · h3 білий кінь · b2 білий пішак · e2 біла тура · g2 білий пішак · h2 чорний кінь · c1 білий слон · e1 біла тура · h1 білий король | b8 чорний слон · c8 чорна тура · g8 чорний король · f7 чорний пішак · g7 чорний пішак · c6 чорний пішак · h6 чорний пішак · d5 чорний пішак · e4 білий пішак · a3 білий пішак · b3 чорна тура · f3 білий пішак · h3 білий кінь · b2 білий пішак · e2 біла тура · g2 білий пішак · h2 чорний кінь · c1 білий слон · e1 біла тура · h1 білий король | b8 чорний слон · c8 чорна тура · g8 чорний король · f7 чорний пішак · g7 чорний пішак · c6 чорний пішак · h6 чорний пішак · d5 чорний пішак · e4 білий пішак · a3 білий пішак · b3 чорна тура · f3 білий пішак · h3 білий кінь · b2 білий пішак · e2 біла тура · g2 білий пішак · h2 чорний кінь · c1 білий слон · e1 біла тура · h1 білий король | b8 чорний слон · c8 чорна тура · g8 чорний король · f7 чорний пішак · g7 чорний пішак · c6 чорний пішак · h6 чорний пішак · d5 чорний пішак · e4 білий пішак · a3 білий пішак · b3 чорна тура · f3 білий пішак · h3 білий кінь · b2 білий пішак · e2 біла тура · g2 білий пішак · h2 чорний кінь · c1 білий слон · e1 біла тура · h1 білий король | b8 чорний слон · c8 чорна тура · g8 чорний король · f7 чорний пішак · g7 чорний пішак · c6 чорний пішак · h6 чорний пішак · d5 чорний пішак · e4 білий пішак · a3 білий пішак · b3 чорна тура · f3 білий пішак · h3 білий кінь · b2 білий пішак · e2 біла тура · g2 білий пішак · h2 чорний кінь · c1 білий слон · e1 біла тура · h1 білий король | b8 чорний слон · c8 чорна тура · g8 чорний король · f7 чорний пішак · g7 чорний пішак · c6 чорний пішак · h6 чорний пішак · d5 чорний пішак · e4 білий пішак · a3 білий пішак · b3 чорна тура · f3 білий пішак · h3 білий кінь · b2 білий пішак · e2 біла тура · g2 білий пішак · h2 чорний кінь · c1 білий слон · e1 біла тура · h1 білий король | b8 чорний слон · c8 чорна тура · g8 чорний король · f7 чорний пішак · g7 чорний пішак · c6 чорний пішак · h6 чорний пішак · d5 чорний пішак · e4 білий пішак · a3 білий пішак · b3 чорна тура · f3 білий пішак · h3 білий кінь · b2 білий пішак · e2 біла тура · g2 білий пішак · h2 чорний кінь · c1 білий слон · e1 біла тура · h1 білий король | b8 чорний слон · c8 чорна тура · g8 чорний король · f7 чорний пішак · g7 чорний пішак · c6 чорний пішак · h6 чорний пішак · d5 чорний пішак · e4 білий пішак · a3 білий пішак · b3 чорна тура · f3 білий пішак · h3 білий кінь · b2 білий пішак · e2 біла тура · g2 білий пішак · h2 чорний кінь · c1 білий слон · e1 біла тура · h1 білий король | 1 |
|   | a | b | c | d | e | f | g | h |   |

Для того, щоб розмін був вигідним, його ініціатор повинен мати певні позиційні мотиви. Наприклад Арон Німцович у своїй книзі «Моя система» виділив три таких мотиви: 
1. Зайняти лінію без втрати часу
2. Знищити оборонну фігуру
3. Не втрачати час на відступ

Треба відзначити, що другий мотив виражається через жертву: якщо цінність нищівної фігури менша, ніж сума цінностей знищуваної та виграної фігури, то розмін вигідний. 
Перші два випадки продемонстровані на діаграмі. Кінь чорних застряг на h2. Його захищає слон b8. Цей мотив стає причиною серії обмінів. 
1. ed cd
Розмін, що відкриває без втрати часу лінію «е» для білих тур (перший випадок). 
2. Ле8 + Л: е8 
3. Л: е8 + 
Розмін тур дозволив білим захопити 8-у горизонталь (перший випадок). 
4... Крh7 
5. Л: b8 Л: b8 
Оборонна фігура гине (другий випадок). 
6. Kp:h2 
У білих дві легкі фігури за туру та виграшна позиція.

## Розмін у дебюті
У таких дебютах як французький захист, захист Каро—Канн, дебют Сокольського, іспанська партія є розмінний варіант. 